# Palaquium lanceolatum
Palaquium lanceolatum là một loài thực vật có hoa trong họ Hồng xiêm. Loài này được Blanco mô tả khoa học đầu tiên năm 1837.